# Papillon longs-palpes
Libytheana carinenta
Espèce
Le Papillon longs-palpes (Libytheana carinenta) est une espèce d'insectes lépidoptères (papillons) qui appartient à la famille des Nymphalidae, à la sous-famille des Libytheinae et au genre Libytheana.

## Dénomination
Libytheana carinenta a été nommé par Pieter Cramer en 1777.
Synonymes : Papilio carinenta Cramer, [1777]; Hypatus carinenta ; Dyar, 1903.

### Noms vernaculaires
Le Papillon longs-palpes se nomme Southern Snout en anglais, et la sous-espèce Libytheana carinenta bachmanii Snout Butterfly.

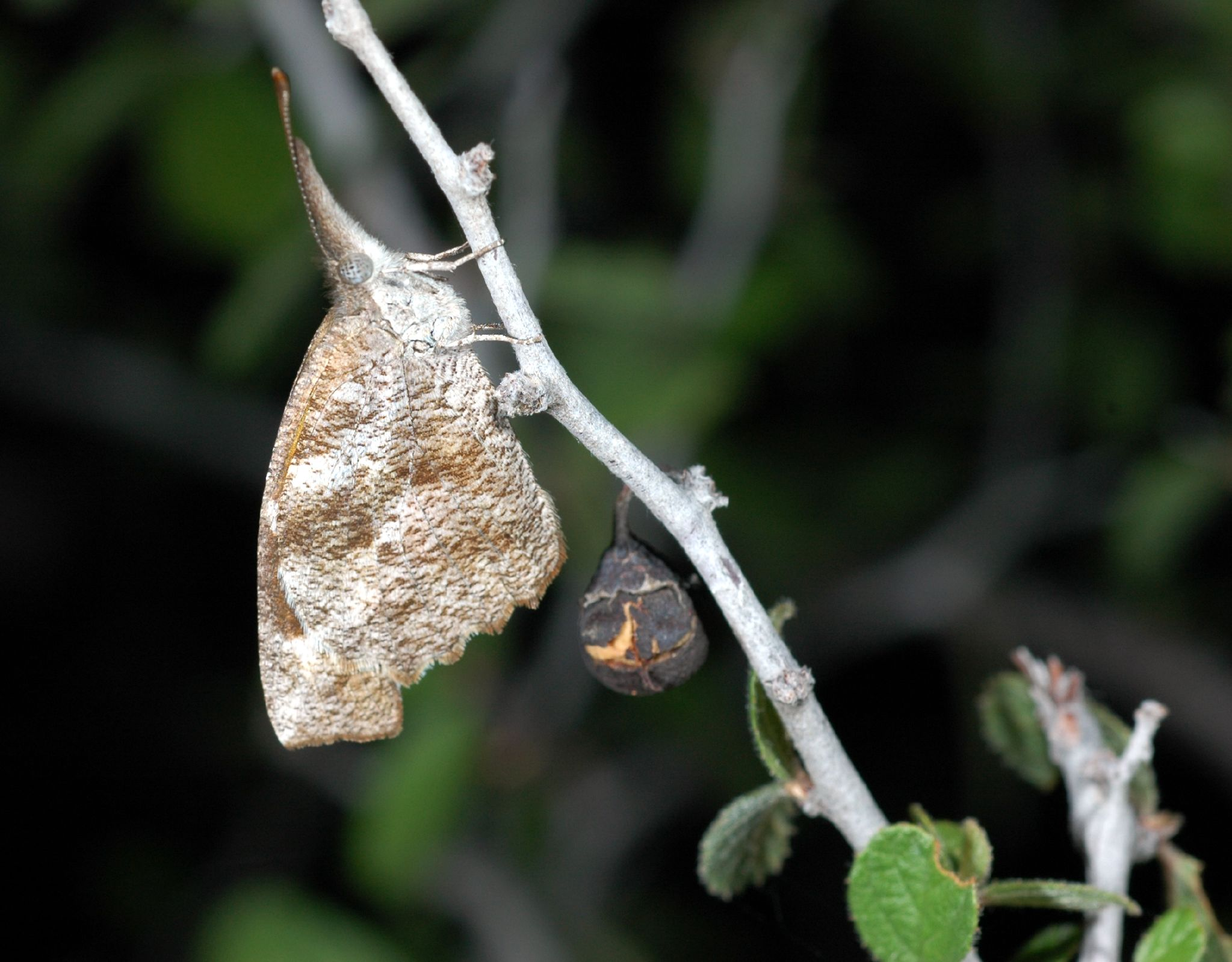
palpes vus de profil

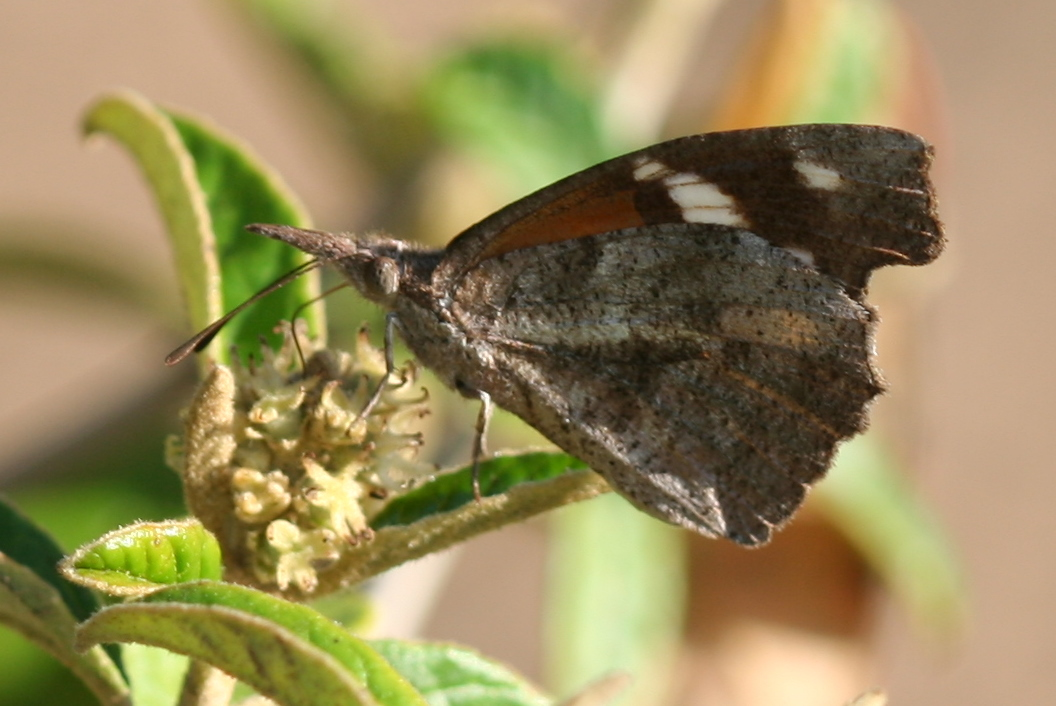
revers ailes antérieures partiellement visibles

### Sous-espèces
- Libytheana carinenta carinenta présent au Surinam.
- Libytheana carinenta bachmanii (Kirtland, 1851) ; présent dans l'Ohio et au Texas, la seule migratrice au Canada.
- Libytheana carinenta larvata (Strecker, [1878])
- Libytheana carinenta mexicana Michener, 1943 ; présent au Mexique[1].

## Description
Le Papillon longs-palpes est un papillon de couleur marron clair taché de blanc et aire basale jaune orangé, aux ailes antérieures à apex tronqué, rectiligne, limité par deux angles et qui présente deux palpes en avant de la tête. Il est de taille moyenne avec une envergure variant de 35 à 50 mm.
Le revers des postérieures est d'un gris beige violacé nacré terne, celui des antérieures est marron taché de blanc à basale orange et large bordure beige nacré terne. Perché il imite une feuille morte les palpes passant pour le pétiole,,

### Chenille
Le chenille est verte ornée d'une ligne jaune sur le dos.

## Biologie
C'est un migrateur qui parfois entreprend des migrations massives.
Il vole en deux générations, en mai juin puis en août.
Dans le sud de son aire ce sont les adultes qui hibernent.

### Plantes hôtes
Les plantes hôtes de sa chenille sont des Celtis dont Celtis occidentalis,.

## Écologie et distribution
Il est résident en Argentine, au Mexique et dans le sud des États-Unis et migrateur vers le nord dans le sud-ouest, tout le centre et tout l'est des États-Unis (mais pas dans le nord-ouest) et au Canada en Ontario,.

### Biotope
Il réside dans les bois.

## Protection
Pas de statut de protection particulier.